# Teresa Hurtado Carrillo
María Teresa Hurtado Carrillo, de nombre artístico Teresa Hurtado (Madrid, 17 de julio de 1947), es una actriz española, hija de la actriz Mary Carrillo, hermana gemela de Fernanda y hermana de Paloma Hurtado. Con sus dos hermanas formó el trío cómico Las Hermanas Hurtado. También tuvo otra hermana mayor, Alicia, fallecida en 1998.

## Biografía
Nacida en el seno de una familia de artistas, con tan sólo dos meses de edad subió por primera vez a un escenario junto a su hermana Fernanda en la obra Madre Alegría.
Formada en los escenarios, desde los años sesenta ha desarrollado una importante carrera en televisión, destacando su colaboración con Narciso Ibáñez Serrador en la serie Historias para no dormir, (capítulo titulado El muñeco, 1966), así como en el espacio Novela.
A partir de 1967 formó tándem con Fernanda tanto en teatro (La muchacha del sombrerito rosa, de Víctor Ruiz Iriarte), como en televisión: en la serie La casa de los Martínez hasta 1971 y un año después en el espectáculo musical para TVE Divertido siglo (1972-1973), de Fernando García de la Vega.
Su carrera cinematográfica por el contrario es muy exigua y apenas supera la media docena de títulos, destacando La residencia (1969) de Ibáñez Serrador.
En 1979 integra con sus hermanas Paloma y Fernanda el trío humorístico Las Hermanas Hurtado, que alcanzan gran popularidad entre 1982 y 1994 por su participación en el concurso de TVE Un, dos, tres... responda otra vez. En el mismo, Teresa da vida a la tacañona Inmaculada, la seño, una solterona pedante y redicha, heredera del personaje del Profesor Lápiz, interpretado por Pedro Sempson en la segunda temporada del programa entre 1976 y 1978.
De vuelta al teatro, en 1991, interpreta Los buenos días perdidos (1991), de Antonio Gala y Hora de visita (1995), de José Luis Alonso de Santos, ambas junto a su madre.
Con posterioridad, en 1994, intervino en la serie de Antena 3 Compuesta y sin novio, protagonizada por Lina Morgan.
En diciembre de 2012 sufrió un ataque cerebrovascular, que se repitió en 2023.